# Stadionsprecher
Der Stadionsprecher ist die Person, die bei sportlichen Ereignissen vor Ort für den Inhalt der Lautsprecherdurchsagen verantwortlich ist. Er moderiert das Programm vor, während und nach dem Spiel, sowie in den Spielpausen. So werden z. B. die wichtigsten Geschehnisse auf dem Platz angesagt (beim Fußball etwa Tore oder Auswechselungen). Beim Fußball ist es den Stadionsprechern durch eine FIFA-Regelung untersagt, das Spiel zu kommentieren. Er ist aber auch für allgemeine Hinweise, z. B. auf ein falsch geparktes Auto oder die Suche nach Personen zuständig. Häufig werden die Ansagen des Stadionsprechers durch Anzeigetafeln oder Großbildleinwände unterstützt.

## Bedeutung
Der Stadionsprecher stimmt die Zuschauer auf das Spiel ein. Markante Elemente der Interaktion zwischen Stadionsprecher und dem Publikum sind etwa das Verlesen der Mannschaftsaufstellung, bei dem die Nachnamen der Heimmannschaft vom Publikum gerufen werden. Er trägt damit erheblich zum Aufbau der Atmosphäre im Stadion bei. Manchmal versucht der Stadionsprecher auch, durch deeskalierende Durchsagen Ausschreitungen zu verhindern. Dazu wird er z. B. beim Abbrennen pyrotechnischer Gegenstände vom Schiedsrichter über den Spielführer der Heimmannschaft aufgefordert.

## Besonderheiten in einzelnen Sportarten
Beim Tennis nimmt der Schiedsrichter die Funktion des Sprechers ein.
Im American Football hat neben dem herkömmlichen Stadionsprecher auch der Hauptschiedsrichter per Funk Zugang zur Lautsprecheranlage, um Ereignisse während des Spiels, insbesondere Fouls und Strafen, anzusagen und, in komplexen Situationen, dem Publikum zu erklären.

## Bekannte Stadionsprecher
- Andreas Lausch (* 1970) ist seit 2003 Stadionsprecher beim Eishockeyclub Bietigheim Steelers, bekannt ist er unter dem Pseudonym „Pucki“[1]
- Dagobert Cahannes (* 1950) ist ein bekannter Schweizer Stadionsprecher. Er ist unter anderem die Stimme des FIS-Lauberhornrennens, der Eidgenössischen Schwing- und Älplerfeste, des CSI Zürich und war auch Sprecher mehrerer Alpiner Skiweltmeisterschaften.
- Reiner Calmund (* 1948) war ab 1976 Stadionsprecher von Bayer 04 Leverkusen.
- Norbert Dickel (* 1961) ist Stadionsprecher bei Borussia Dortmund.
- Robert Moonen (* 1946) ist seit 1972 Stadionsprecher am Aachener Tivoli und damit der dienstälteste Stadionsprecher im Profifußball. Er hat seit 1973 jedes Heimspiel von Alemannia Aachen begleitet.
- Marek Erhardt (* 1969) war bis 2007 an der Seite von Lotto King Karl Stadionsprecher beim Hamburger SV. Er wurde für das Endspiel der WM 2006 in Deutschland ausgewählt.
- Joachim Fuchsberger (1927–2014) war Stadionsprecher bei den Olympischen Spielen 1972.
- Ronny Gersch (* 1974) wurde von 1999 bis 2010 als Stadionsprecher des FC Energie Cottbus zur „Stimme des Ostens“ und prägte die Begrüßung der Heimmannschaft mit „Im Osten geht die Sonne auf …“.
- Rolf Göttel (1944–2023) war von 1962 bis 1992 die „Stimme vom Bökelberg“ bei Borussia Mönchengladbach. Bis heute (Stand 2024) wird sein Satz „Tor für die Borussia“ eingespielt.
- Christian Günther (1938–2001) war Stadionsprecher bei Werder Bremen.
- Christian Haacke (* 1976) war Stadionsprecher beim 1. FC Kaiserslautern (2002–06) und dem VfL Wolfsburg (2006–08).
- Klaus Hafner war von 1989 bis 2019 Stadionsprecher beim 1. FSV Mainz 05.
- Werner Hansch (* 1938) war in den 1970er Jahren Stadionsprecher der Trabrennbahn Recklinghausen und danach des FC Schalke 04.
- Torsten Knippertz (* 1970) ist Stadionsprecher bei Borussia Mönchengladbach.
- Bruno Knust (* 1954), Ruhrpott-Kabarettist mit dem Künstlernamen „Günna“, war vor Norbert Dickel Stadionsprecher bei Borussia Dortmund. Er verlas als erster seiner Zunft Spielernamen der Aufstellung auf dem Rasen.
- Holger Laser (* 1970) ist seit Beginn der Saison 2012/13 Stadionsprecher beim VfB Stuttgart.
- Stephan Lehmann (* 1962) ist Stadionsprecher beim FC Bayern München.
- Lotto King Karl (* 1967) war von 2007 bis 2019 Stadionsprecher beim Hamburger SV.
- Andy Marek (* 1962) war 1992 bis 2020 Stadionsprecher beim SK Rapid Wien und der österreichischen Fußballnationalmannschaft.
- Dirk Metz (* 1957) ist seit vielen Jahren Stadion-, Hallen- und Streckensprecher bei verschiedenen Sportarten. Bereits seit Anfang der 90er Jahre ist er Hallensprecher der deutschen Handballnationalmannschaft. In dieser Funktion und als damaliger Hallensprecher beim Handball-Bundesligisten SG Wallau/Massenheim führte er die dezente Unterstützung der Heimmannschaft im deutschen Handball ein.
- Matthias Opdenhövel (* 1970) war Stadionsprecher bei Borussia Mönchengladbach.
- Markus Othmer (* 1965) war Stadionsprecher beim 1. FC Nürnberg.
- Stefan Schneider (* 1962) ist seit 1992 Stadionsprecher bei 1860 München und Hallensprecher beim Eishockey-Bundesligisten EHC Red Bull München.
- Udo Scholz (1939–2020) war Stadionsprecher bei Borussia Dortmund sowie beim 1. FC Kaiserslautern und erfand seinerzeit den Schlachtruf „Zieht den Bayern die Lederhosen aus!“. Des Weiteren war er der Hallensprecher der Adler Mannheim und der SG Leutershausen.
- Christian Stoll (* 1960) war Stadionsprecher bei Werder Bremen.
- Tim Thoelke (* 1972) ist seit 2011 Stadionsprecher bei RB Leipzig.
- Carlo von Tiedemann (1943–2025) war von 1991 bis 1998 Stadionsprecher des Hamburger SV.
- Rolf Töpperwien (* 1950) ist Stadionsprecher beim 1. FFC Frankfurt.
- Michael Trippel (* 1954) ist seit 1999 Stadionsprecher des 1. FC Köln und Mitglied im Moderatorenverbund.[2]
- Tobias Ufer (* 1978) ist Stadionsprecher bei Bayer 04 Leverkusen.
- Martin Wacker (* 1968), Kabarettist, ist seit der Saison 2000/01 Stadionsprecher des Karlsruher SC.
- Rainer Wulff (1943–2022) war von 1986 bis 2017 Stadionsprecher beim FC St. Pauli, die „Stimme des Millerntors“.
- Katja Wunderlich (* 1971 oder 1972) war die erste Stadionsprecherin in der Fußball-Bundesliga, und zwar beim 1. FC Nürnberg.
- Michael Wurst (* 1975) ist Stadionsprecher des VfL Bochum.
- Arnd Zeigler (* 1965) ist Stadionsprecher bei Werder Bremen.